# Frank Oberschelp

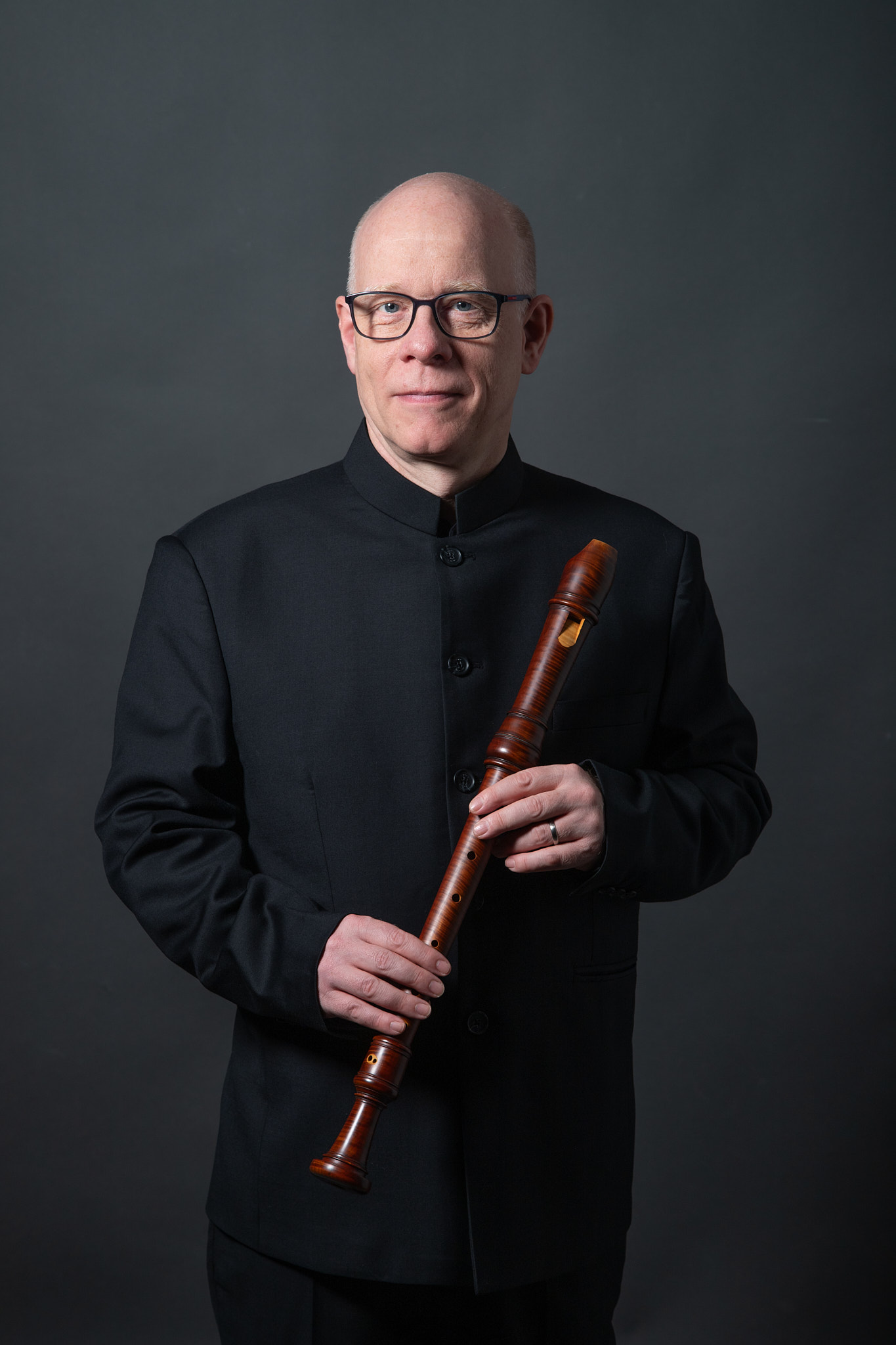
Frank Oberschelp

Frank Oberschelp (* 1968 in Münster) ist ein deutscher Blockflötist. Er arbeitet als konzertierender Künstler, Instrumentalpädagoge und Ensembleleiter.

## Biografie
Frank Oberschelp studierte Blockflöte bei Heiko ter Schegget, Baldrick Deerenberg und Marion Verbruggen an der Hogeschool voor de Kunsten Utrecht. Er legte dort sowohl das Docerend-Musicusexamen als auch das Konzertexamen mit Auszeichnung ab.
Frank Oberschelp konzertierte mit verschiedenen Ensembles und Orchestern in Deutschland und Europa. Sein Repertoire als Blockflötist umfasst Werke der Alten Musik vom Mittelalter bis zum Barock sowie Werke der Neuen Musik. Mehrere CD-Produktionen dokumentieren sein künstlerisches Schaffen.
Die pädagogische Arbeit ist ein weiterer Schwerpunkt: seit 1995 unterrichtet Frank Oberschelp Blockflöte an der Musik- und Kunstschule Bielefeld und leitet dort auch den Fachbereich der Bläser. Als Ensembleleiter leitet er mehrere Blockflötenensembles und ist aktiv in projektbezogener Ensemble- und Coachingarbeit. Außerdem war er Referent für Ensemble-Workshops bei Festivals und Veranstaltungen.
Seit 2019 hat Frank Oberschelp einen Lehrauftrag für Blockflöte an der Hochschule für Musik Detmold inne.

## Auszeichnungen
- 1987: 1. Preis Blockflöte solo beim Bundeswettbewerb Jugend Musiziert
- 1998: 2. Preis beim Solowettbewerb des „Internationalen Blockflötensymposion Calw“ (ein 1. Preis wurde nicht vergeben)[2]

## Diskografie
- 2007: CD  Bittersweet  Duo Whistle & Strings: Frank Oberschelp, Whistles und Christian Henke, Gitarre
- 2008: CD  Flauto senza Basso  Frank Oberschelp, Blockflöte solo
- 2009: CD  Händel & Friends  Frank Oberschelp, Blockflöte und Sonja Kemnitzer, Cembalo
- 2012: CD  Travels  Duo Whistle & Strings: Frank Oberschelp, Whistles und Christian Henke, Gitarre
- 2020: CD  Steinzeitgeflüster  Frank Oberschelp, Blockflöte und Reinhold Westerheide, Percussion